# Кропоткин (город)
Кропо́ткин (в 1775—1921 годах — Романо́вский) — город на юге России, в Краснодарском крае. Административный центр Кавказского района, в рамках которого образует муниципальное образование Кропоткинское городское поселение как единственный населённый пункт в его составе.
Расположен на правом берегу реки Кубань, в 133 км к северо-востоку от краевого центра — города Краснодара. Основан в XVIII веке как хутор Романовский, переименован в 1921 году в честь русского географа, философа и революционного анархиста Петра Кропоткина. В конце XIX века вырос как транспортный центр благодаря своему расположению на месте пересечения Кубани Кавказским железнодорожным ходом. Важным экономическим сектором для города Кропоткина является сельское хозяйство, а также промышленность, включая производство строительных материалов и пищевых продуктов.

## География
Город расположен на Кубано-Приазовской низменности, на правом возвышенном берегу реки Кубани. Площадь города 98,7 км².
Узловая железнодорожная станция Кавказская Северо-Кавказской железной дороги. Через город проходит федеральная автомобильная дорога Р-217 «Кавказ».

## История

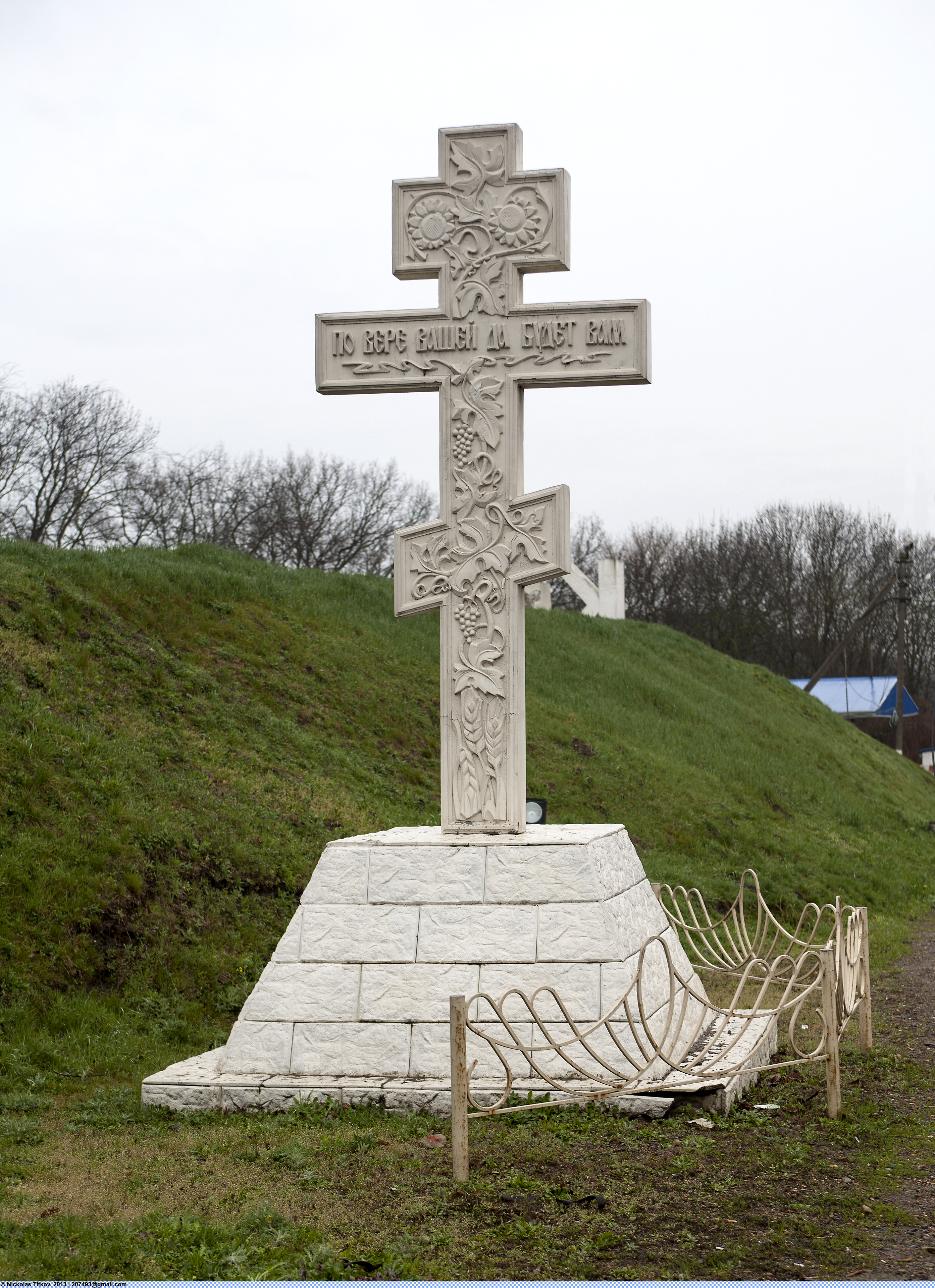
Памятный каменный крест на въезде в город

История основания города Кропоткина вплотную связана с деятельностью на Кубани Александра Суворова.
14 ноября 1777 года на должность командира Кубанского корпуса был назначен генерал-поручик А. В. Суворов. Получив согласие командования, он приступил к созданию кордонной линии.
С конца XVIII века на месте города находился военный «пост № 1 у Горелого Дуба», возле бывшего консервного завода, охранявший брод через Кубань, по которому совершали набеги черкесы. Начало заселения на месте нынешнего города относится к 1778 году, когда в числе других укреплений был устроен Романовский пост. В 1779 году был образован хутор Романовский, входивший в земли станицы Кавказской (центр станицы — в 8 км выше по течению Кубани), названный по имени донской станицы Романовской, откуда на службу прибыли казаки. Позднее хутор стал знаменит тем, что через него проходил «Ставропольский шлях», который соединил Екатеринодар со столицей Кавказского наместничества Ставрополем. Александр Суворов установил у брода сторожевой казачий пост для охраны переправы через реку Кубань, укрепив его небольшим редутом. С 1783 года на военных картах пост N° 1 Романовский стал обозначаться как редут.
После строительства железной дороги в конце XIX века хутор Романовский становится крупным торгово-транспортным центром. Вокруг станции Кавказская селились иногородние, происходил рост промышленности будущего города.
- 1778 год — Начало заселения на месте нынешнего города, когда в числе других укреплений был устроен Романовский пост № 1 для охраны переправы через реку Кубань.
- 18 июня 1874 года отправление со станции первого поезда по Владикавказской железной дороге. Эта дата много лет считалась «датой рождения» хутора.
- 1894 год — Согласно первой переписи в хуторе Романовском насчитывалось 959 дворов, а проживало 8147 человек. В конце 19 столетия хутор начал приобретать характерные черты города. Этому способствовало и строительство железной дороги.
- 1901 год — Ещё одна страница вписана в историю хутора Романовского: открыто движение по новой железнодорожной дороге Екатеринодар — Ставрополь. Это послужило очередным стимулом большого потока промышленников, торговцев и т. д.
- 1905 год — Здесь уже насчитывалось 1619 дворов и без малого 20 тысяч жителей. Сдано в эксплуатацию новое здание ж/д вокзала (которое считается одним из памятников архитектуры на Северо-Кавказской железной дороге), клуб железнодорожников, первая библиотека общего пользования, железнодорожное училище, мужская и женская гимназии, электростанция, водопровод и т. д.
- 1912 год — На хуторе уже было 380 торговых заведений, 38 промышленных предприятий.
- 1917 год — К началу революции Романовский принял чёткие контуры города. Функционировали паровозное и вагонное депо (2500 рабочих), станция первого класса, элеватор, пожарное депо, магазины и т. д.
- 4 февраля 1921 года хутор Романовский получил статус города с наименованием Кропоткин в честь выдающегося учёного-естествоиспытателя, географа и революционера-анархиста Петра Алексеевича Кропоткина[6].
- 2 июня 1924 года город стал центром вновь образованного Кропоткинского района в составе Армавирского округа Юго-Восточной области, позже переименованной в Северо-Кавказский край.
- 10 января 1934 года — город Кропоткин вошёл в состав Азово-Черноморского края (центр г. Ростов-на-Дону).
- 13 сентября 1937 года — Азово-Черноморский край был разделён на Ростовскую область и Краснодарский край, при этом город Кропоткин вошёл в состав последнего в статусе города районного подчинения.

Во время Великой Отечественной войны 4 августа 1942 года был оккупирован немецкими войсками. Освобождён 29 января 1943 года войсками Северо-Кавказского фронта в ходе Северо-Кавказской операции.
- 6 декабря 1943 года город был отнесён к категории городов краевого подчинения. В связи с этим центр Кропоткинского района 25 января 1944 года был перенесён в станицу Кавказская, а район переименован в Кавказский.
- С 1956 года по 1963 год — город Кропоткин являлся районным центром Кавказского района[6], при этом сохранив за собой статус самостоятельной административно-хозяйственной единицы города краевого подчинения.

В 1975 году в городе Кропоткине был основан праздник День семьи.
В апреле 2004 года в рамках местного самоуправления составил одноимённое муниципальное образование город Кропоткин со статусом городского округа как единственный населённый пункт в его составе.
В августе 2008 года городской округ был преобразован в Кропоткинское городское поселение, включённое в состав Кавказского района.
С августа 2008 года город Кропоткин является районным центром Кавказского района и административным центром Кропоткинского городского поселения Кавказского района Краснодарского края.

## Население
| 1926    | 1931    | 1939    | 1959    | 1962    | 1967    | 1970    | 1973    | 1976    | 1979    | 1982    | 1986    | 1987    |
| ------- | ------- | ------- | ------- | ------- | ------- | ------- | ------- | ------- | ------- | ------- | ------- | ------- |
| 30 954  | ↗34 400 | ↗41 538 | ↗53 997 | ↗59 000 | ↗62 000 | ↗68 339 | ↗71 000 | ↘70 000 | ↗70 218 | ↗72 000 | ↗73 000 | →73 000 |
| 1989    | 1992    | 1996    | 1998    | 2000    | 2001    | 2002    | 2003    | 2005    | 2006    | 2007    | 2008    | 2009    |
| ↗75 929 | ↗77 200 | ↗82 000 | ↗82 500 | ↗82 800 | →82 800 | ↘79 185 | ↗79 200 | ↗79 600 | ↗79 800 | ↗80 000 | ↗80 500 | ↗80 766 |
| 2010    | 2011    | 2012    | 2013    | 2014    | 2015    | 2016    | 2017    | 2018    | 2019    | 2020    | 2021    | 2023    |
| ↘80 765 | ↗80 800 | ↘80 599 | ↘80 285 | ↘80 030 | ↘79 795 | ↘79 664 | ↘79 152 | ↘78 631 | ↘78 149 | ↘77 655 | ↘75 858 | ↘74 893 |
| 2025    |         |         |         |         |         |         |         |         |         |         |         |         |
| ↘73 854 |         |         |         |         |         |         |         |         |         |         |         |         |

На 1 января 2025 года по численности населения город находился на 223-м месте из 1124 городов Российской Федерации.
Национальный состав
По данным Всероссийской переписи населения 2010 года:
| Народ                     | Численность, чел. | Доля от всего населения, % |
| ------------------------- | ----------------- | -------------------------- |
| русские                   | 74 610            | 92,38 %                    |
| армяне                    | 3046              | 3,77 %                     |
| украинцы                  | 812               | 1,01 %                     |
| другие                    | 1725              | 2,14 %                     |
| не указана национальность | 572               | 0,70 %                     |
| Всего                     | 80 765            | 100,0 %                    |

По итогам переписи населения 2020 года проживали следующие национальности (национальности менее 0,1 % и другое см. в сноске к строке «Другие»):
| Национальность | Численность, чел. | Доля     |
| -------------- | ----------------- | -------- |
| Русские        | 69 804            | 92,02 %  |
| Армяне         | 1984              | 2,62 %   |
| Украинцы       | 265               | 0,35 %   |
| Цыгане         | 159               | 0,21 %   |
| Грузины        | 144               | 0,19 %   |
| Азербайджанцы  | 84                | 0,11 %   |
| Татары         | 83                | 0,11 %   |
| Другие         | 3335              | 4,39 %   |
| Итого          | 75 858            | 100,00 % |

### Кропоткинская агломерация
Кропоткинская агломерация имеет центр (ядро) в г. Кропоткине и близкую по форме к концентрической территорию с находящимися в пределах получасовой транспортной доступности населенными пунктами зоны тяготения. В состав агломерации входят сельские поселения Кавказского и Гулькевичского районов, это система средних и малых сельских населённых пунктов: станиц, посёлков, хуторов. Формированию агломерации вокруг Кропоткина способствовало удобство транспортных связей и расположение города в центре густозаселённой группы сельских районов. Всего в агломерацию включено 54 населённых пункта, в том числе:
- город — 1
- станиц — 3
- посёлков — 26, из них 2 посёлка городского типа
- сёл — 3
- хуторов — 21

| Населённый пункт                  | Население (чел.) |
| --------------------------------- | ---------------- |
| город Кропоткин                   | ↘73 854          |
| пгт Гирей                         | ↘6171            |
| пгт Красносельский                | ↗7403            |
| станица Кавказская                | ↘10 089          |
| станица Казанская                 | ↘11 170          |
| станица Темижбекская              | ↘5153            |
| село Майкопское                   | ↗4216            |
| село Новоукраинское               | ↗5798            |
| село Приозёрное                   | ↘13              |
| посёлок Венцы                     | ↘3349            |
| посёлок Возрождение               | ↘306             |
| посёлок Дальний                   | ↘238             |
| посёлок Десятихатка               | ↘215             |
| посёлок Заря                      | ↗508             |
| посёлок Имени М. Горького         | ↗2297            |
| посёлок Комсомольский (Г)         | ↗1380            |
| посёлок Комсомольский (К)         | ↘126             |
| посёлок Красноармейский           | ↘108             |
| посёлок Кубань                    | ↗2586            |
| посёлок Лесодача                  | ↘505             |
| посёлок Мирный                    | ↘502             |
| посёлок Мирской                   | ↘2706            |
| посёлок Новоивановский            | ↗1012            |
| посёлок Озёрный                   | ↗534             |
| посёлок Октябрьский               | ↘62              |
| посёлок Первомайского Лесничества | ↗45              |
| посёлок Подлесный                 | ↗175             |
| посёлок Пролетарский              | ↗719             |
| посёлок Расцвет                   | ↘368             |
| посёлок Советский                 | ↗1011            |
| посёлок Степной                   | ↘1009            |
| посёлок Трудовой                  | ↗164             |
| посёлок Урожайный                 | ↗697             |
| хутор Внуковский                  | ↘442             |
| хутор Восточный                   | ↗126             |
| хутор Духовской                   | ↘836             |
| хутор Казачий                     | ↘230             |
| хутор Кравченко                   | ↘18              |
| хутор Красная Звезда              | →92              |
| хутор Красная Поляна              | ↘447             |
| хутор Крупский                    | ↗515             |
| хутор Лебяжий                     | ↗221             |
| хутор Лосево                      | ↘1908            |
| хутор Подлесный                   | ↗34              |
| хутор Полтавский                  | ↗142             |
| хутор Прибрежный                  | ↘45              |
| хутор Привольный                  | ↗769             |
| хутор Пролетарский                | ↘75              |
| хутор Рогачев                     | ↗263             |
| хутор Розы Люксембург             | ↘185             |
| хутор Самойлов                    | ↘276             |
| хутор Тельман                     | ↗1277            |
| хутор Черединовский               | ↘199             |
| хутор Черномуровский              | ↘258             |
| Всего                             | 152 847          |

## Транспорт

### Автомобильный
В системе населённых пунктов и прилегающих территорий город Кропоткин является центром, крупным транспортным узлом, в котором сходятся автомобильные дороги ФАД «Кавказ» Ростов — Баку и Темрюк — Краснодар — Кропоткин — Ставрополь.
Автомобильные дороги федерального и регионального значения, проходящие через Кропоткин:
М29 Р217 — федеральная магистральная автодорога М29 «Кавказ»
Р251 — автомобильная дорога регионального значения Темрюк — Краснодар — Кропоткин. И далее, не сворачивая, по ней же на Ставрополь, через Новоалександровск и Изобильный.
- Автокасса («Казанская гора») на автодороге М29 «Кавказ», обслуживает транзитные и междугородные направления,
- Автовокзал («Центральный рынок»), обслуживает в основном пригородные направления.

### Железнодорожный

Памятник М. И. Калинину на перроне жд-вокзала

В городе Кропоткин расположена узловая железнодорожная станция Кавказская, входящая в Краснодарский регион Северо-Кавказской железной дороги. Станция имеет четыре направления железнодорожных линий:
- Кавказская — Армавир-Ростовский — Невинномысская — Минеральные Воды
- Кавказская — Усть-Лабинская — Краснодар I
- Кавказская — Тихорецкая — Батайск — Ростов-Главный
- Кавказская — Передовая — Палагиада — Светлоград — Элиста

На станции имеют значительную остановку все проходящие пассажирские поезда дальнего следования, так как на станции производится смена локомотивов, а также экипировка пассажирских вагонов.

### Городской общественный
Перевозчик: ОАО «Кропоткинская автоколонна № 1493». Автобусные маршруты города Кропоткин:
- № 1. Ж.д. больница — МЭЗ — Химзавод
- № 2. Ж.д. больница - Ц.Горбольница
- № 3. Автовокзал - Дачи "Мичурина"
- № 4. Ж.д. посёлок — МЭЗ — Химзавод
- № 5. Ж.д. больница — ДРСУ — ц. горбольница
- № 6. Сан. Лесная школа — ж.д. больница — МЭЗ — Химзавод
- № 7. АО «Виктория» — МЭЗ — Химзавод
- № 8А. АО «Виктория» — Ц.горбольница
- № 8. АО «Виктория» — МЭЗ — Химзавод
- № 9. Ж.д. больница — ж.д. посёлок
- № 11. Ж.д. посёлок — Ц.горбольница — МЭЗ
- № 12. Дачи СТ «Радуга» — МЭЗ — Ворошилова
- № 13. Ж.д. больница — Дачи «Мичурина»
- № 14. Ж.д. посёлок — ул. Полевая

Кроме этого, в городе имеются частные такси.

## Экономика
- Центр пищевой промышленности: три маслоэкстракционных[38], консервный (разрушен полностью, строительный мусор свален на берег городского пляжа — старицы реки Кубани), молочный (ООО «МолпромКубань»[39]), «Кропоткинский пивоваренный завод» был основан немецкими пивоварами в 1908 году, ООО «Кубанская картонажная фабрика», современное предприятие, выпускающее широкий ассортимент продукции из гофрированного картона (построена на месте мясокомбината), хлебокомбинат (ликвидирован);
- Химическая промышленность: Кропоткинский химический завод — производство фурфурола и фурановых соединений, спирта и кормовых дрожжей (закрыт в 2001 и ликвидирован); фабрика бытовой химии (реорганизована и ликвидирована);
- Машиностроение: «Кропоткинский машиностроительный завод» (ПАО «КрЭМЗ»)[40] — оборудование для строительства и обслуживания трубопроводов.
- Производство стройматериалов[41];
- Лёгкая промышленность: СП «Символъ», официальный поставщик Управления делами Президента РФ, производство государственной и корпоративной символики[42].

## Образование

### Среднее профессиональное
- АНПОО «Кубанский техникум социального развития»
- ГБПОУ КК «Кропоткинский медицинский колледж»
- ГБПОУ КК «Кропоткинский техникум технологии и железнодорожного транспорта» (бывшее ПУ-15)
- Кропоткинский филиал ГБПОУ КК «Брюховецкий аграрный колледж»
- ПОО ЧУ «Юридический техникум» г. Кропоткин

### Среднее общее
В городе функционируют 10 средних общеобразовательных школ (№ 1 им. С. В. Целых, № 2 им. К. К. Рокоссовского, № 4, № 5 им. В. В. Терешковой, № 6 им. Ю. А. Гагарина, № 7 им. П. Н. Степаненко, № 11 им. Ф. Ф. Ушакова, № 16 имени В.К.Рыжова, № 17 им. Г. К. Жукова, № 44 имени П. Г. Поветкина), два лицея (№ 3 имени М. В. Ломоносова и № 45 им. С. П. Королёва), ГБОУ КШИ «Кропоткинский казачий кадетский корпус имени Г. Н. Трошева»[уточнить].

### Основное общее
Основная общеобразовательная школа № 1.

### Дошкольное
На территории города Кропоткин функционируют 16 муниципальных детских дошкольных учреждений (детские сады № 1, 2, 3, 4, 5, 6, 7, 8, 9, 11, 12, 14, 15, 16, 17, 18) и одно ведомственное учреждение дошкольного образования ОАО «РЖД» (детский сад № 94).

### Дополнительное
- Центр внешкольной работы
- Станция юных натуралистов
- ДЮСШ «Содружество»
- ДЮСШ «Смена»
- ДЮСШ «Юность»
- ДЮСШ «Олимп»
- ДЮСШ «Спартак»
- Детская музыкальная школа № 1 имени Г. В. Свиридова
- Детская музыкальная школа № 2
- Детская художественная школа

## Спорт
- стадион «Юность»;
- стадион «Локомотив»;
- плавательный бассейн «Буревестник» с 50-метровыми дорожками;
- спорткомплекс «Прометей»;
- спорткомплекс «Олимп»;
- картинг площадка;

## Культура, достопримечательности

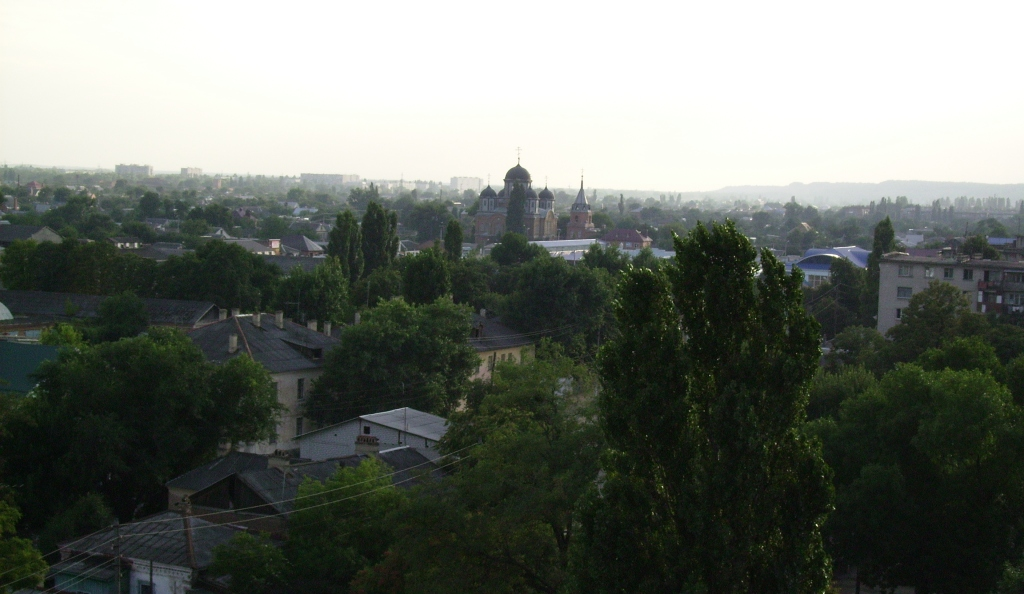
Вид на город с колеса обозрения

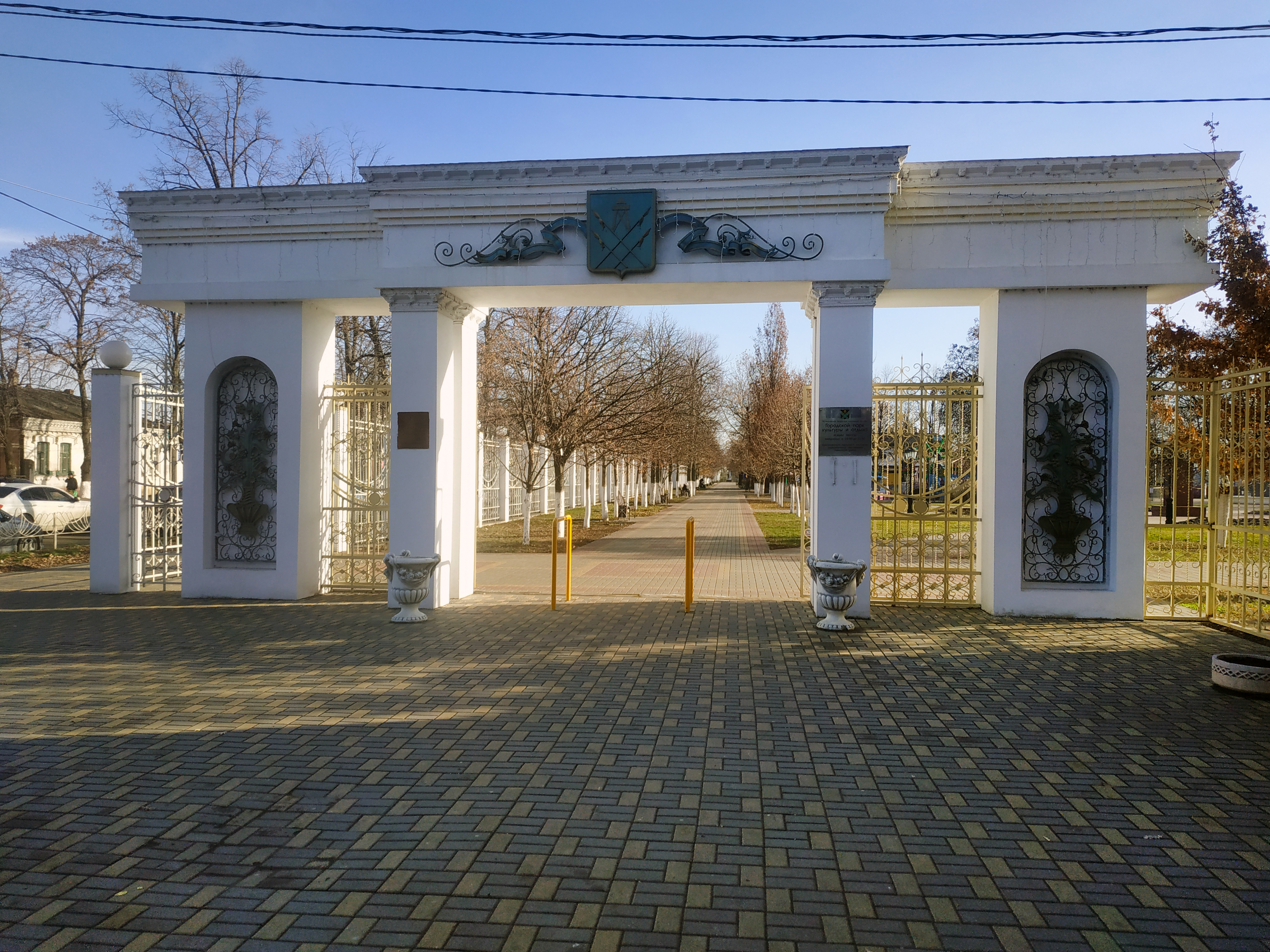
Городской парк культуры и отдыха

У мемориала погибшим воинам

Одной из главных архитектурных достопримечательностей Кропоткина является здание железнодорожного вокзала 1903 года постройки, с поющим фонтаном на привокзальной площади. На территории города и в его окрестностях сохранились 16 курганов эпохи бронзового века и средневековья и древние меотские городища. 36 зданий Кропоткина являются памятниками архитектуры, среди них Свято-Покровский собор (храм Покрова Богородицы, 1913 года постройки) и здание железнодорожного вокзала. В городе имеются памятники истории Великой Отечественной войны, парк 30-летия Победы, а также городской Парк культуры и отдыха.
- Кинотеатр «Мир» (возобновил свою работу в январе 2018 года[43][44]);
- Городской Парк культуры и отдыха;
- Дворец культуры железнодорожников;
- Мемориальный комплекс Великой Отечественной войны в парке 30-летия Победы;
- Историко-краеведческий музей;
- Собор Покрова Пресвятой Богородицы;
- Свято-Георгиевский храм;
- Здание ЖД-вокзала;
- Здание прокуратуры;
- Здание казачества;
- Цветочные часы;
- Арбат.

По итогам 2022 года набрал 180 баллов (из 360 возможных) в Индексе качества городской среды.

## Знаменательные даты
- 29 января 1943 года — день освобождения города от немецко-фашистских захватчиков;
- 14 марта 1921 года — хутор Романовский преобразован в город Кропоткин;
- 18 июня 1874 года — от станции Кавказская отправился первый поезд;
- вторые суббота — воскресенье сентября — День города Кропоткин.

## Известные уроженцы
- Целых, Сергей Васильевич (1905—1944) — гвардии капитан, Герой Советского Союза.
- Костырина, Татьяна Игнатовна (1924—1943) — Герой Советского Союза, снайпер, младший сержант.
- Гвоздицкий, Виктор Васильевич (1952—2007) — народный артист Российской Федерации.